# Bulbophyllum verruciferum
Bulbophyllum verruciferum är en orkidéart som beskrevs av Rudolf Schlechter. Bulbophyllum verruciferum ingår i släktet Bulbophyllum och familjen orkidéer.

## Underarter
Arten delas in i följande underarter:
- B. v. carinatisepalum
- B. v. verruciferum